# Dźwięk chromatyczny
Dźwięk chromatyczny – alterowany (podwyższony lub obniżony) dźwięk muzyczny należący do szeregu diatonicznego.